# Ring-Circuit
Ein Ring-Circuit, auch als Ring-Final-Circuit bezeichnet, deutsch sinngemäß ringförmige Stromverteilung, ist eine im Vereinigten Königreich verbreitete Elektroinstallation. Sie dient im Rahmen der Niederspannungsnetze der elektrischen Stromversorgung von Haushalten, Wohnhäusern und kleineren Betrieben. Der Aufbau ist von den British Standards als ein Teil der Norm BS 1363 festgelegt und ist stark durch den Einsatz der britischen Steckdosen beeinflusst.

## Geschichte

Schaltung eines Ring-Circuit mit sieben Wandsteckdosen

Der Ring-Circuit wurde in Großbritannien in den Jahren 1942 bis 1947 entwickelt. In anderen Ländern wie Deutschland ist diese Art der Elektroinstallation nicht üblich.
Der Ring-Circuit war durch die Verknappung von Kupfer für elektrische Leitungen nach dem Zweiten Weltkrieg motiviert. Durch den Einsatz eines Ringes zwischen dem Verteiler (engl. Consumer Unit) und den einzelnen elektrischen Anschlüssen könnten bei gleicher elektrischer Leistung geringere Leiterquerschnitte als bei der sternförmigen Installation eingesetzt werden. Nachteilig ist der mit der Ringinstallation verbundene höhere Installationsaufwand und bei Unterbrechung des Ringes die Gefahr der thermischen Überlastung.
In älteren Verteilern des Ring-Circuit werden auch reparable Sicherungen (engl. Rewireable Fuses) verwendet, wo der Benutzer in durchgebrannten Sicherungselementen den Sicherungsdraht „flicken“ musste. Auch dieses sicherheitskritische System war ursprünglich durch die Materialknappheit bedingt und wird bei Neuinstallationen konsequent durch Leitungsschutzschalter ersetzt.

## Aufbau
Den Verteilkasten verlassen pro Stromkreis zwei Stränge, welche zu einem geschlossenen Ring verbunden sind. Daran werden die einzelnen, gegebenenfalls über mehrere Räume verteilten Wandsteckdosen, wie in nebenstehender Skizze dargestellt, angeschlossen. Stichleitungen innerhalb des Ringes, insbesondere bei nachträglichen Erweiterungen, sind üblich.
In kleineren Ringen sind Leiterquerschnitte von 1,5 mm2 mit einer Absicherung von 30 A bzw. 32 A üblich, bei neueren und größeren Ringen werden auch Kabelquerschnitte von 2,5 mm2 eingesetzt. Die Wandsteckdosen nach britischem Standard BS 1363 sind einzeln abschaltbar, und die Stecker sind mit einer internen Schmelzsicherung von 13 A abgesichert.